# Nhà sản xuất phim
Nhà sản xuất phim hay nhà chế tác tạo ra các điều kiện để sản xuất một bộ phim, thường là phim điện ảnh (hay còn gọi là phim lẻ). Họ khởi xướng, phối hợp, giám sát và quản lý các vấn đề như tìm kiếm nguồn kinh phí, thuê mướn nhân sự chủ chốt và thỏa thuận với các nhà phân phối - đầu ra của bộ phim. Họ tham gia vào tất cả giai đoạn của một dự án làm phim từ lúc bắt đầu đến lúc kết thúc dự án. Họ là người điều hành đoàn làm phim.

## Tại Việt Nam
Nhà sản xuất phim giỏi không chỉ là người biết đầu tư đồng tiền sinh lợi mà phải am hiểu về chuyên môn, biết dùng người, đo được nhịp đập của thị trường, nắm bắt nhanh nhạy thị hiếu của khán giả. Họ vừa có khả năng thẩm định kịch bản, biết chọn lựa tác phẩm hợp với thị hiếu công chúng để kêu gọi vốn đầu tư. Họ có đủ kiến thức chuyên môn về các khâu sáng tác để tìm kiếm một ê-kíp sản xuất giỏi mà quan trọng nhất là đạo diễn... để thực hiện tác phẩm trong khuôn khổ kinh phí cho phép. Không chỉ nắm vững quy trình sản xuất phim, nhà sản xuất còn phải biết cách tiếp thị quảng bá từ khi phim lên kế hoạch sản xuất cho đến lúc kết thúc hoàn toàn lịch chiếu.
Đại biểu Quốc hội cho rằng nhiều đoàn phim nước ngoài muốn khai thác bối cảnh Việt Nam nhưng gặp khó khăn, nên chuyển sang Thái Lan, Philippines. Chính sách thu hút nhà làm phim nước ngoài là một trong những nội dung được nhiều đại biểu quan tâm tại phiên thảo luận dự án Luật Điện ảnh sửa đổi ở Quốc hội. Để xây dựng chính sách ưu đãi cụ thể, cơ quan soạn thảo cần có các số liệu về lợi ích mang lại cho đất nước. Bà Vân đề xuất cơ quan soạn thảo phải đưa ra được các số liệu như: Số việc làm được tạo ra từ hoạt động làm phim; chi phí đoàn phim nước ngoài sẽ chi tiêu; số khách du lịch đến sau khi xem các bộ phim có bối cảnh Việt Nam; nhân lực điện ảnh trong nước được nhà làm phim nước ngoài tuyển dụng, đào tạo... 

### Một số nhà sản xuất phim tiêu biểu
- Đặng Nhật Minh
- Phan Thị Kim Dung
- Lý Hải
- Ngô Thanh Vân
- Charlie Nguyễn
- Lê Thị Kiều Nhi